# Raúl García Pierna
Raúl García Pierna (* 23. února 2001) je španělský profesionální silniční cyklista jezdící za UCI WorldTeam Arkéa–B&B Hotels. Jeho starší bratr Carlos je též profesionálním cyklistou za tým Equipo Kern Pharma. Jejich otec Félix García Casas je bývalý profesionální cyklista.

## Hlavní výsledky

### Silniční cyklistika
2019
Národní šampionát
3. místo silniční závod juniorů
5. místo Gipuzkoa Klasika
2020
Národní šampionát
 vítěz časovky do 23 let
Vuelta a Zamora
3. místo celkově
vítěz 4. etapy
2021
Národní šampionát
4. místo časovka
Mistrovství Evropy
6. místo časovka do 23 let
Istrian Spring Trophy
7. místo celkově
2022
Národní šampionát
 vítěz časovky
Mistrovství světa
8. místo časovka do 23 let
2023
Kolem Slovinska
 vítěz soutěže mladých jezdců
Mistrovství světa
4. místo časovka do 23 let
Vuelta a Castilla y León
6. místo celkově
Mistrovství Evropy
6. místo časovka do 23 let
2024
Tour de La Provence
3. místo celkově

### Výsledky na Grand Tours
| Grand Tour      | 2022 | 2023 | 2024 |
| --------------- | ---- | ---- | ---- |
| Giro d'Italia   | —    | —    | —    |
| Tour de France  | —    | —    | 98   |
| Vuelta a España | 47   | —    |      |

| —   | Nezúčastnil se |
| DNF | Nedokončil     |

### Dráhová cyklistika
2019
Mistrovství světa juniorů
 3. místo bodovací závod
Mistrovství Evropy juniorů
 3. místo scratch
2020
Mistrovství Evropy do 23 let
 3. místo scratch
Národní šampionát
3. místo madison (s Javierem Ureñou)